# Клеманжи, Матье Никола
Матье Никола Клеманжи (de Clemangis или Clamenges, в латинизированной форме Clemangius, de Clemangiis) — французский богослов.
С 1386 профессор Парижского университета, в 1393 его ректор. Прославившись красноречием и учёностью, Клеманжи был назначен секретарём папского двора в Авиньоне. Когда Бенедикт XIII в 1408 предал проклятию короля Карла VI, Клеманжи, считавшийся автором буллы, подвергся всеобщим нападкам. Он защищался от них в особой книге, оставил Авиньон и переселился в Геную, скитался несколько лет по разным городам и наконец, прощённый королём, провёл свои последние годы в Наваррской коллегии.
Клеманжи был одним из самых резких и смелых обличителей недостатков в церкви своего времени, особенно в книге «Liber de corrupto ecclesiae statu», изданной первоначально без обозначения года и места печатания, потом несколько раз перепечатывавшейся. Другие его работы: «Die diebus festivis», «De studio theologico», «Fragmentum descriptionis vitae tyrannicae» и др. издал J. M. Lyd в Лейдене, в 1613 («Opera omnia ex manuscriptis etc.»).